# كيفن ألين (مهندس)
كيفن ألين (بالإنجليزية: Kevin Allen)‏ هو مهندس أمريكي، ولد في 3 مارس 1965 في غرين كوف سبرنغز في الولايات المتحدة.

## وصلات خارجية
- كيفن ألين على موقع Racing-Reference.info (الإنجليزية)
- كيفن ألين على موقع DriverDB.com (الإنجليزية)